# Nilssonia formosa
Nilssonia formosa е вид влечуго от семейство Мекочерупчести костенурки (Trionychidae). Видът е застрашен от изчезване.

## Разпространение
Разпространен е в Мианмар.